# Narodowy Bank Mołdawii
Narodowy Bank Mołdawii (rum. Banca Națională a Moldovei) – mołdawski bank centralny z siedzibą w Kiszyniowie. Założony w 1991 roku. Działanie banku reguluje ustawa nr 548-XIII z 21.07.1995 roku. Kierownictwo sprawuje Komitet Wykonawczy (rum. Comitet executiv), składający się z 5 członków, oraz Rada Nadzorcza (rum. Consiliu de supraveghere), składająca się z 7 członków.
Zgodnie z ustawą z 2006 roku podstawowym celem banku jest podtrzymywanie stabilności cen w kraju.
Od listopada 2018 funkcję prezesa (rum. guvernator) banku pełni Octavian Armașu.